# 杨思 (上海)
杨思，旧称杨思桥，是上海浦东新区西南部的一個地名，上南路、川杨路于此交会。人口聚落沿杨思港两侧呈南北向矩形分布。以前这里是杨思镇人民政府驻地。一说此地以河道杨淄溇而得名，杨思系杨淄的讹音。一说旧有杨姓教书先生于此建桥，名杨师桥，后“师”衍用为“思”。
清末，杨思属松江府上海縣，當時此地南北两大集镇分别是三林塘（镇）和杨思桥（镇）。中華民国元年（1912年），杨思桥地区设置杨思乡。民国17年（1928年），杨思乡由上海县劃入上海特别市，成立杨思区公所。民国36年（1947年）为纪念杨斯盛，改名斯盛区。1949年中華人民共和國成立后，此地成立杨思区杨思乡人民政府。1951年7月，杨思镇成立。1956年，成立上海市东郊区杨思镇人民委员会。1958年5月，杨思镇并入耀华乡；8月，东郊区改为浦东县；10月，杨思與六里和严桥同屬於剛成立的浦东县五一人民公社。1959年，五一人民公社分拆为六里、严桥和杨思三个公社。1960年底，撤销浦东县，杨思划归川沙县。1961年6月，建立杨思镇人民委员会；农村地区属杨思公社。1984年政社分设，杨思公社变为川沙县杨思乡人民政府。1988年5月，杨思镇划归南市区。1993年1月，杨思镇和杨思乡划拨给浦东新区。1995年11月，杨思乡并入杨思镇。2000年4月10日，杨思鎮併入三林鎮。现有杨思中学、杨思地铁站等名留有此地名。